# Góra Czterech Wiatrów
Góra Czterech Wiatrów (niem. Hügel der Vier Winde)(nazwa niestandaryzowana) – wzniesienie o wysokości 183,1 m n.p.m.). Znajdujące się w granicach obszaru ewidencyjnego Probark w województwie warmińsko-mazurskim, w powiecie mrągowskim, w gminie Mrągowo. Położona jest na Półwyspie Czterech Wiatrów nad jeziorem Czos. 
Na północno-wschodnich zboczach niższego szczytu (165,4 m n.p.m. urządzono kompleks sportowy składający się z wyciągów narciarskich oraz zaplecza gastronomicznego o nazwie Góra Czterech Wiatrów w skrócie G4W. Na końcu półwyspu znajduje się Wojskowy Ośrodek Szkoleniowo Kondycyjny.